# Nicolas Ducheyron
Nicolas Ducheyron, né le 11 novembre 1770 à Eymoutiers (Haute-Vienne), mort le 16 décembre 1800 à Salzbourg (Principauté archiépiscopale de Salzbourg), est un colonel et général français de la révolution.

## États de service
Il s’engage le 2 octobre 1791, dans le 2e bataillon de la Haute-Vienne. Il est nommé sous-lieutenant le 2 mai 1792, et lieutenant en janvier 1793 à l’armée du Nord.
Le 11 juin 1793, il devient capitaine, aide de camp du général Jourdan, puis adjudant-général chef de bataillon à l’état-major de général de l’armée du Nord le 29 septembre 1793. Le 1er octobre 1793, il est nommé chef de brigade, et il sert successivement à l’Armée de la Moselle le 11 mars 1794, puis à l’armée de Sambre-et-Meuse le 30 septembre 1794. 
Il est promu général de brigade le 11 octobre 1794, mais le 22 juin 1795, il refuse sa promotion pour rester à l’état-major de l’Armée de Sambre-et-Meuse. Le 12 janvier 1798, il est envoyé à l’Armée d'Angleterre, et le 6 avril 1798 il prend le commandement du 9e régiment de hussards. Il participe aux campagnes de 1798 et 1799 aux armées du Danube et d’Helvétie.
En 1800, il est affecté à l’armée du Rhin, et il participe aux combats d’Engen le 3 mai 1800, et de Moesskirch les 4 et 5 mai 1800. 
Il est tué le 16 décembre 1800 au passage de la Salzach devant Salzbourg.

## Sources
- « Ducheyron (Nicolas) », dans Georges Six, Dictionnaire biographique des généraux et amiraux français de la Révolution et de l'Empire, t. 1, Paris, Saffroy, 1974 (1re éd. 1934), p. 380.
- (en) « Generals Who Served in the French Army during the Period 1789 - 1814: Eberle to Exelmans »
- Catalogue vente aux enchères Nicolas Ducheyron (1770-1800)
- (pl) « Napoléon.org.pl »